# آلپ‌تگین
آلپ‌تگین یکی از سپهسالاران تُرک‌نژاد در حکومت سامانیان بود.
آلپ‌تگین در سالهای پایانی عمر خود یعنی سالهای ۹۶۲ الی ۹۶۳ میلادی به دلیل حمایت از پسر عبدالملک بن نوح سامانی، مورد غضب منصور بن نوح قرارگرفت و به بخارا خوانده شد. او که از ماجرای امر آگاه بود از خراسان به غزنه رفت و فرمانروای شبه‌مستقل شهر غزنی شد. وی پیش از فرمانروایی در غزنی، به سمت سپهسالار ارتش سامانیان در خراسان رسیده بود. پس از مرگ عبدالملک بن نوح، آلپ‌تگین برای تاخت‌وتاز به سوی هند رفت و در مسیر خود، ناگزیر شد از غزنه بگذرد. هنگامی که ابوعلی لویک حاکم غزنه اجازهٔ عبور به او نداد، پس از چهار ماه محاصره، شهر را تصرف کرد. سپس بنا به گفتهٔ جوزجانی، با دریافت منشوری از منصور بن نوح، موقعیت خود را تثبیت کرد.
آلپ‌تکین بر خلاف تصور بسیاری بنیانگذار سلسله غزنویان نیست بلکه مقدمات شکل‌گیری این سلسله در غزنه را آماده کرده‌است.
آلپ‌تگین در ۲۰ شعبان ۳۵۲ قمری درگذشت و پیش از مرگ، فرزندش ابو اسحاق ابراهیم را نامزد جانشینی خود کرد. او فردی خردمند بود و برای دانشمندان اهمیت زیادی قائل می‌شد.

## اصالت
وی اصالتاً از ترکان کوچ‌نشین  آسیای مرکزی بود که بعدها دستگیر شد و به عنوان برده به پایتخت سامانیان یعنی بخارا آورده شد. جایی که که در آن به نیروی نظامی سامانیان وارد شد. اصل و نسب آلپ تگین در اصل بخشی از ترک‌های عشایری بود که در استپ‌های آسیای مرکزی زندگی می‌کردند. علی‌رغم اینکه آلپ تگین از نژاد ترک بوده‌است، گفته می‌شود به فارسی هم سخنرانی می‌کرد و به زبان فارسی تسلط داشت. در زمان سلطنت نوح اول (حک ۹۴۳–۹۵۴)، آلپ تگین به عنوان رئیس گارد سلطنتی (حاجب الحجاب) منصوب شد. آلپ تگین در زمان سلطنت پسر نوح و جانشین عبدالملک اول (۹۵۴–۹۶۱) به عنوان والی بلخ منصوب شد و تا سال ۹۶۱ فرمانده کل (سپهسالار) سپاه سامانیان شد. در خراسان و به این ترتیب جانشین ابومنصور محمد شد. در ۱۰ فوریه ۹۶۱، آلپ تگین به همراه وزیر خود ابوعبدالله محمد بن الشبلی به نیشاپور رسید. آلپ تگین همچنین نقش مهمی در انتصاب محمد بلعمی به عنوان وزیر ایفا کرد که بعدا با او متحد نزدیک شد.